# 古湊通
古湊通（こみなとどおり）は兵庫県神戸市中央区の町名。現行行政地名は古湊通一丁目及び古湊通二丁目。郵便番号650-0026。

## 地理
旧・生田区西端南寄りに位置する。商業地域。北と東の北半は中町通、東の南半と南は相生町、西は兵庫区新開地に隣接する。

## 歴史
明治5年（1872年）に坂本村の一部から成立。明治4年鉄道敷設の際に旧・福原町・相生町の住民の移転先として神戸・兵庫間に市街地が造成され、翌年旧字名の古湊から命名された。最初一～四丁目まで。
最初兵庫津（明治5～7年の間一番組）、明治12年（1879年）より神戸区、明治22年（1889年）より神戸市、昭和6年（1931年）より同市湊東区、昭和20年（1945年）より同市生田区、昭和55年（1980年）より同市中央区に所属。
- 明治7年（1874年）、坂本村・宇治野村・兵庫町の一部を編入。
- 昭和20年（1945年）、区制の再編成の際、一・二丁目が生田区、三・四丁目が兵庫区西古湊通となる。西古湊通は昭和49年（1974年）新開地が正式な町名となった際にその一部となった。
- 昭和55年（1980年）、相生町一～五丁目・中町通一～四丁目と境界変更。

## 経済
商業
- 椿原清次郎（果物商[1]、青果問屋商[2]）
- 坪由松（生魚商[1]、生魚問屋商[2]）

## 人口統計
- 平成17年国勢調査（2005年10月1日現在）での世帯数523、人口803、うち男性415人、女性388人[3]。
- 昭和63年（1988年）の世帯数239・人口545[4]。
- 昭和35年（1960年）の世帯数35・133人口[4]。
- 大正9年（1920年）の世帯数564・人口2,787[4]。
- 明治25年（1892年）の戸数571・人口2,488[4]。